# Vicia abbreviata
Vicia abbreviata är en ärtväxtart som beskrevs av Spreng.. Vicia abbreviata ingår i släktet vickrar, och familjen ärtväxter. Inga underarter finns listade i Catalogue of Life.